# Kenwood TS-2000

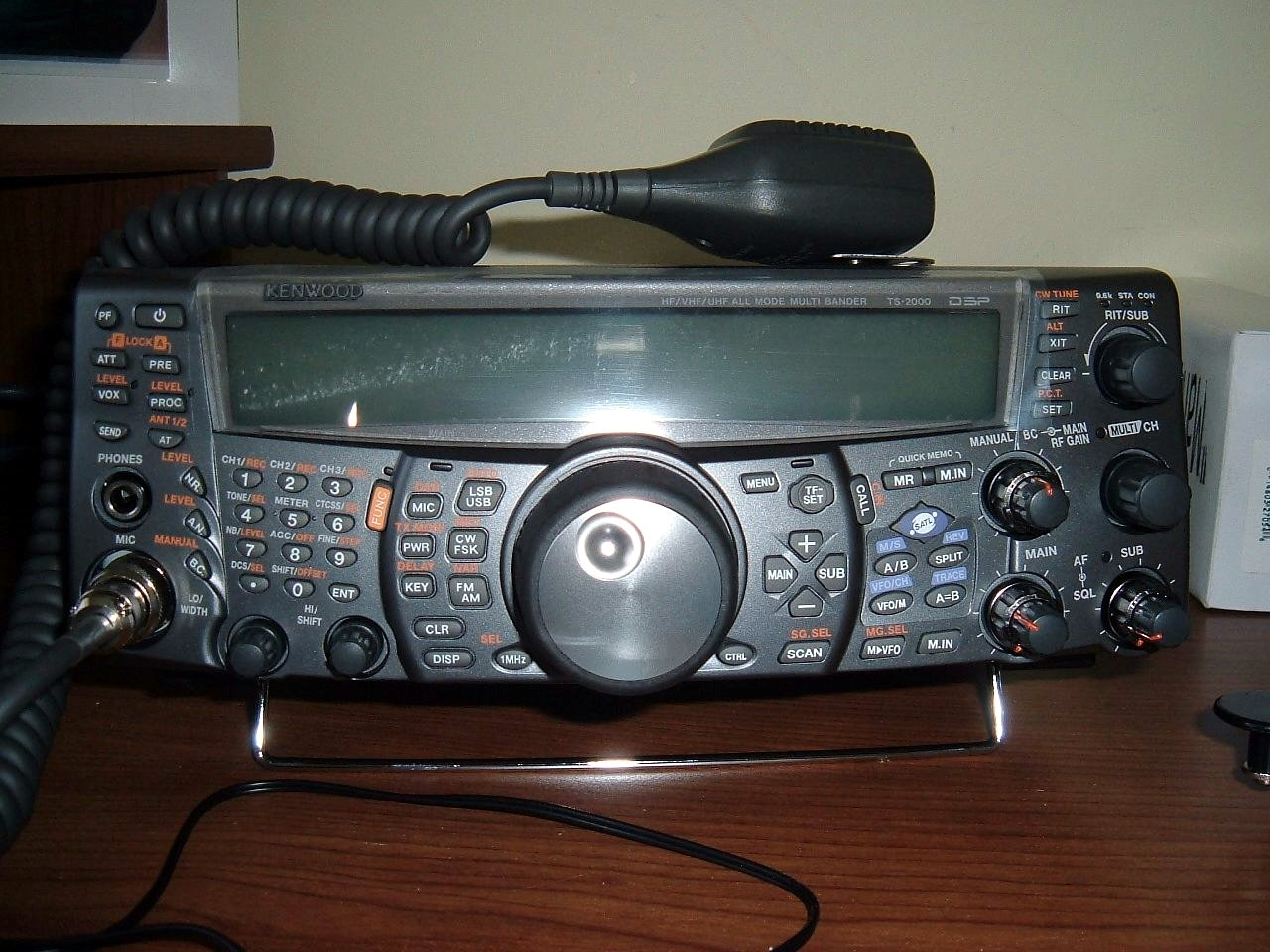
Kenwood TS-2000

Il Kenwood TS-2000 è un ricetrasmettitore radioamatoriale da stazione base prodotto dalla Kenwood Corporation. È entrato in produzione nel 2000 ed esistono diverse versioni di questa radio:
- TS-2000, modello standard, con versioni regionali
  - K-Type versione  americana
  - E-Type versione europea
  - E2-Type versione per la Spagna
- TS-2000X, versione con in aggiunta 1,2 GHz
- TS-B2000, versione controllabile esclusivamente da PC
- TS-2000LE, versione in edizione limitata del TS-2000 con case nero per il 60º anniversario della Kenwood, completa delle seguenti schede: DRU-3A, VS-3 e software ARCP-2000. Prodotto in 570 unità con numeri seriali limitati assegnati ad ogni singolo apparecchio, partendo dal n. 1.

## Caratteristiche
Il TS-2000 è in grado di operare sulle bande adibite al servizio amatoriale dai 160 ai 10 metri, comprese le WARC, sui 6 e 2 metri (100 watt), in 70 cm (50 watt) e opzionalmente nella banda dei 23 cm (10 watt) in tutte le modulazioni.
Incorpora un accordatore di antenna per le bande HF e 6 m, un TNC da 9600 bps e la funzione DX-cluster; c'è anche la possibilità di collegarvi un secondo display, l'RC-2000. Pesa 7,8 kg e le sue dimensioni sono 281 mm di larghezza, 107 mm di altezza e 371 mm di profondità.
Altre caratteristiche particolari integrate sono il DSP, equalizzatori, sub-ricevitore e la possibilità di lavorare in duplex sui satelliti, con controllo dell'effetto Doppler.
Esistono modifiche che rendono possibile l'ascolto da 118 a 174 MHz e da 220 a 512 MHz, e la possibilità di comandarlo in remoto via radio da un altro ricetrasmettitore Kenwood, e di aumentare la sensibilità al di sotto di 1 MHz.
Nel 2006, per l'anniversario della fondazione della Kenwood Trio Corporation, è uscito in versione limitata color nero, la scritta Kenwood sostituita dal vecchio marchio e simbolo Trio.